# Alpi Apuane
(Fosco Maraini)
Le Alpi Apuane sono una catena montuosa situata nel nord-ovest della Toscana, facente parte del Subappennino toscano e delimitata a nord-ovest dal fiume Magra (Lunigiana), a est dal fiume Serchio (Garfagnana, Mediavalle e Piana di Lucca) e a sud-ovest dalla Versilia e dalla Riviera Apuana, interessando parte del territorio delle province di Lucca e  Massa-Carrara
Il territorio, corrispondente al loro bacino e storicamente conosciuto anche con il toponimo Apuania, è in parte compreso nel Parco naturale regionale delle Alpi Apuane.
Esso fu istituito nel 1985, a seguito di una raccolta di firme partita molti anni prima e la presentazione nel 1978 di una legge di iniziativa popolare. La Regione Toscana, nel 1997 con la Legge Regionale 65/1997 ne ridusse il perimetro da circa 54.000 ettari agli attuali 20.598 ettari (200 km²), in modo da tutelare la presenza delle cave di marmo, riclassificate come “aree contigue”.
Il parco dal 2012 è entrato nella rete dei Geoparchi tutelati dall'UNESCO. Nel 2020 è stata avviata una petizione per l'istituzione di un parco nazionale e c'è inoltre la proposta di accorpare le Alpi Apuane al già esistente Parco Nazionale dell'Appennino Tosco-Emiliano.
Le Alpi Apuane infatti racchiudono circa il 50% della biodiversità toscana, compresi alcuni endemismi. Sono presenti, tra la flora e la fauna, anche specie rare e relitte, tra i quali il tritone alpestre, minacciato dalla Cava Valsora. Uno studio condotto nel 2025 dall'Università di Pisa ha segnalato la presenza di 141 specie e sottospecie vegetali inserite nella Lista Rossa Nazionale a rischio di estinzione, alcune delle quali gravemente minacciate, tra le quali 93 specie endemiche italiane, di cui 30 esistenti solamente sulle Alpi Apuane, e 3 specie mai segnalare prima in Toscana. 
Il comprensorio delle Apuane è parte della rete Natura 2000 e racchiude aree di elevato interesse ambientale come ad esempio Important Bird and Biodiversity Area, Zone di Protezione Speciale, Zone speciale di conservazione, Siti di Interesse Comunitario, Oasi WWF, Oasi LIPU e aree di rilevanza erpetologica. Inoltre è attiva una collaborazione tra Parco Nazionale dell'Appennino Tosco-Emiliano e Parco regionale delle Alpi Apuane per la protezione del lupo.
Anche da un punto di vista escursionistico, alpinistico e speleologico, le Apuane sono un territorio di pregio, ricco di sentieri, vie ferrate (quella del Monte Procinto, aperta nel 1893, è la più antica d'Italia), vie d'arrampicata e cavità carsiche, spesso minacciate dalle cave, rifugi e bivacchi. Inoltre nella catena montuosa si trovano diverse tappe del Sentiero Italia. Numerose sono anche le antiche vie e cammini tra i quali la Via Vandelli e la Via del Volto Santo. 
Le Alpi Apuane sono ricche di testimonianze storiche, artistiche, archeologiche e culturali anche molto antiche, essendo tra le poche regioni d'Italia in cui siano rimaste sicure tracce della civiltà paleolitica. Sono presenti inoltre testimonianze storiche che coprono un arco temporale che va dalla prima età del ferro, alla civilizzazione dei liguri apuani, a quella romana, al medioevo e all'età moderna e contemporanea, alcune delle quali legate alla stessa attività estrattiva. Nel 2000, tramite una legge nazionale tuttora valida, fu decretata l'istituzione del Parco Archeominerario delle Alpi Apuane per tutelare dall'attuale attività estrattiva le testimonianze di quella di epoca antica, ma la cui effettiva istituzione è tuttavia sospesa dal 2006, nonostante i pareri favorevoli degli enti locali. Per ovviare ai ritardi, nel 2003 il Parco naturale Regionale delle Alpi Apuane ha istituito il Sistema museale di archeologia mineraria delle Alpi Apuane. Sono inoltre presenti antichi abri usati da pastori e testimonianze della Linea Gotica, delle lotte partigiane e della Seconda Guerra Mondiale, come ad esempio il Parco Nazionale della Pace di Sant'Anna di Stazzema e il Parco della Resistenza al Monte Brugiana.

## Etimologia
L'aggettivo "apuane" è legato alla popolazione dei Liguri Apuani, i quali popolavano una parte dell'Appennino ligure e tosco-emiliano e le Alpi Apuane nell'epoca dell'Italia preromana. Strabone li chiamava Lunae montes, cioè "monti della luna", Dante Alighieri Monti di Luni, antica città romana in provincia di La Spezia. Analogamente Gabriele D'Annunzio: Alpe di Luni
Per quanto riguarda il termine "Alpi", esso deriva dall'aspetto aspro e frastagliato delle creste montane della catena. Viene ufficializzato nella regione con l'istituzione della Repubblica Cisalpina nel 1798. Felice Giordano nel 1868, durante una delle prime adunate del Club Alpino Italiano a Firenze dice che "Il nome di Alpi sta bene invero a questa giogaia che proietta nel cielo un profilo scabro, straziato e irto di picchi alti". La definizione di "Alpi in miniatura" è invece dei fiorentini Bertini e Triglia, autori di una guida escursionistica pubblicata dal CAI Firenze nel 1876. Secondo altri, il nome "Apuane" è da riferirsi alla città che un tempo era chiamata Apua e che oggi potremmo identificare con Pontremoli.

## Storia

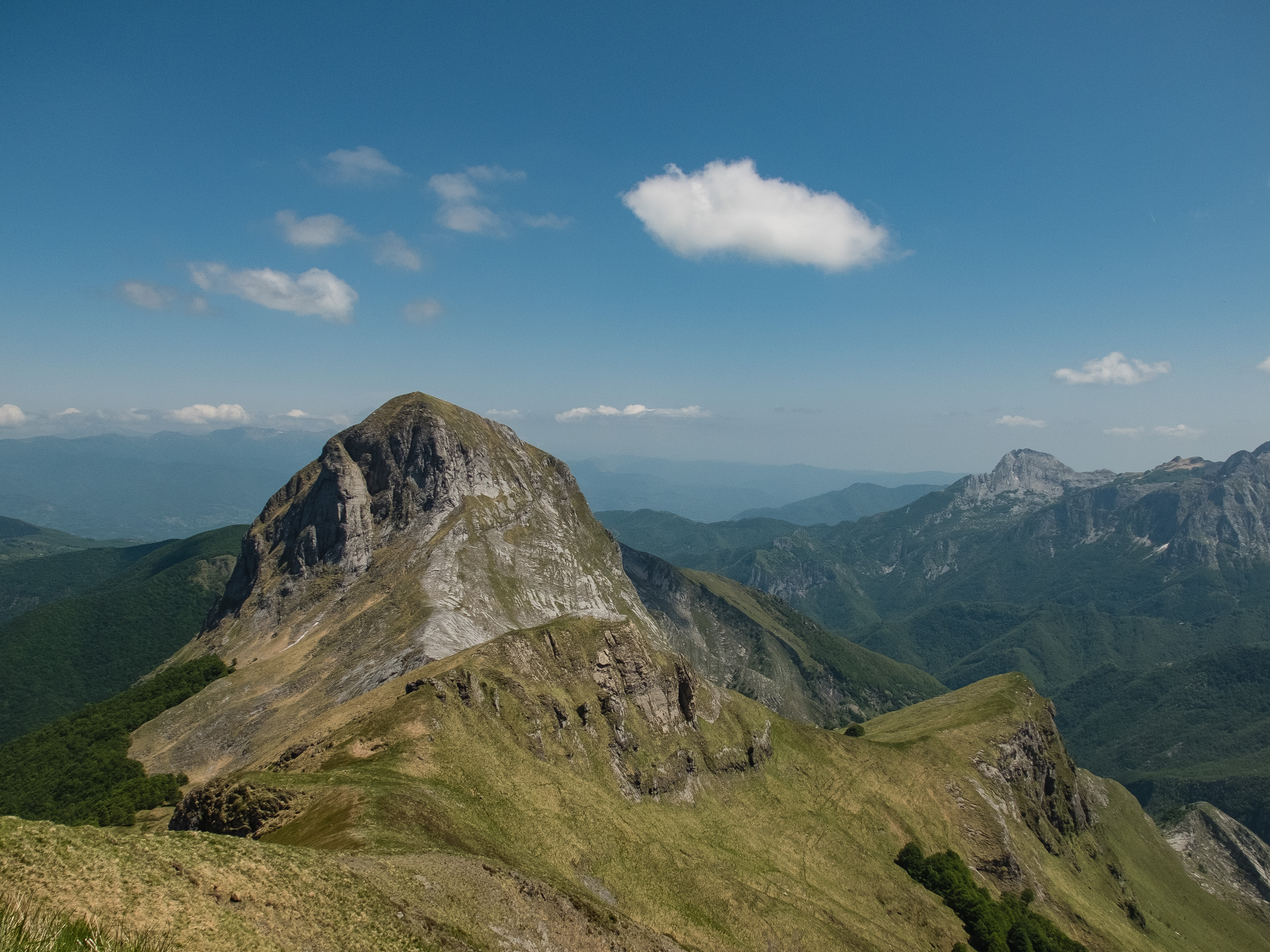
Monte Sumbra e Passo Fiocca

### Primi insediamenti
Le Alpi Apuane sono tra le poche zone d'Italia in cui siano rimaste sicure tracce della civiltà paleolitica. I primi insediamenti dei Liguri-Apuani risalgono al V secolo a.C., ma già nella tarda età del Bronzo è possibile rintracciare i primordi di quella civiltà, che si sviluppò tra i bacini del Vara, del Magra ed in quello montano del Serchio, oltre che nelle omonime montagne. Verso il VI secolo a.C., la popolazione risentì in parte anche dell'influenza culturale degli Etruschi (a loro volta stanziati da secoli fin nella Piana di Lucca e nei dintorni di Pisa). Col III secolo a.C. l'espansione dei Romani, costrinse i Liguri-Apuani a ritirarsi sulle montagne della Garfagnana, della Lunigiana, della Val di Vara e della Versilia.

### Il Novecento
Il secolo scorso è stato caratterizzato da un grande spopolamento delle zone territoriali di quello che oggi è in gran parte il Parco delle Alpi Apuane. Il decremento demografico è dovuto alle forti emigrazioni dell'epoca sia verso Paesi economicamente benestanti, quali Stati Uniti e nazioni del nord-Europa, sia verso i centri urbani della pianura. Inoltre, il territorio apuano è stato segnato anche da catastrofi naturali non di poco conto, tra cui ricordiamo il terremoto del 1920 e l'alluvione del 1996, quest'ultimo con gravi conseguenze nelle frazioni della valle del Vezza (il paese di Cardoso andò quasi distrutto). La zona delle Alpi Apuane è stata anche teatro dell'orrore nazifascista durante la Seconda guerra mondiale, come testimonia l'efferato eccidio di Sant'Anna di Stazzema del 12 agosto 1944, giorno in cui furono trucidate circa 560 persone inermi.

## Geografia fisica
La catena delle Alpi Apuane si differenzia dal vicino Appennino per la sua morfologia aspra e incisa, da cui appunto l'appellativo di Alpi. L'energia del rilievo è molto elevata, specialmente nel versante versiliese-marittimo: se si escludono infatti i chilometri della pianura costiera versiliese (circa 4 km di larghezza), si passa da poche decine di metri sopra il livello del mare agli oltre 1800 metri in meno di 7 km.

### Orografia: vette principali
- Monte Pisanino (1947 m), la cima più alta
- Monte Cavallo (1895 m)
- Monte Tambura (1895 m),
- Pania della Croce (1858 m), la vetta più alta del gruppo delle Panie
- Monte Grondilice (1808 m)
- Monte Contrario (1788 m)
- Pizzo d'Uccello (1783 m)
- Monte Sumbra (1769 m)
- Monte Sagro (1753 m), sovrasta la zona di Carrara.
- Monte Sella (1736 m)
- Pizzo delle Saette (1720 m), gruppo delle Panie
- Monte Roccandagia (1717 m), sovrasta Campocatino
- Monte Fiocca (1714 m)
- Pania Secca (1709 m), gruppo delle Panie
- Monte Corchia (1678 m), famoso per l'antro omonimo
- Monte Altissimo (1589 m)
- Monte Macina (1568 m), svetta sopra Arni
- Monte Freddone (1479 m), sovrasta l'alpeggio di Puntato
- Monte Borla (1469 m) la prima vetta apuana da nord ovest, gruppo del Sagro
- Monte Maggiore (1396 m), nel gruppo del Sagro
- Monte Matanna (1318 m)
- Monte Croce (1312 m), la cui vetta si trova tra Palagnana e Fornovolasco
- Monte Nona (1297 m), dal crinale nord scosceso verso il Monte Procinto
- Picco di Falcovaia (1283 m)
- Monte Piglione (1231 m), con la lunga e regolare cresta erbosa ben visibile dal vicino Prana.
- Monte Forato (1230 m), famoso per l'arco naturale di roccia di 20 x 36 m
- Monte Prana (1218 m)
- Monte Procinto (1177 m), dalla caratteristica forma "a panettone"
- Monte Focoraccia (1149 m)
- Monte Gabberi (1108)
- Monte Mandriola (1106 m Cima Mandriola, 1057 m Cima della Croce)
- Monte Carchio (1082 m) distrutto dall'attività estrattiva del marmo
- Monte Lieto (1016 m), al di sotto del quale sorge l'abitato di Sant'Anna di Stazzema
- Monte Cavallo (1021 m), sovrasta Basati ed Azzano
- Monte Castagnolo (1010,6 m)
- Monte Brugiana (973 m), dove si trova il Parco della Resistenza
- Montalto (913 m), su cui sorge Retignano, comprendente il Monte Castello (650–700 m) e il Monte Sullioni (circa 1000 m)
- Monte Folgorito (911,5 m)

### Geologia
Le Alpi Apuane sono un'importante ed estesa finestra tettonica in cui affiorano le rocce più profonde (Unità Metamorfiche Toscane) dell'intera catena appenninica. 

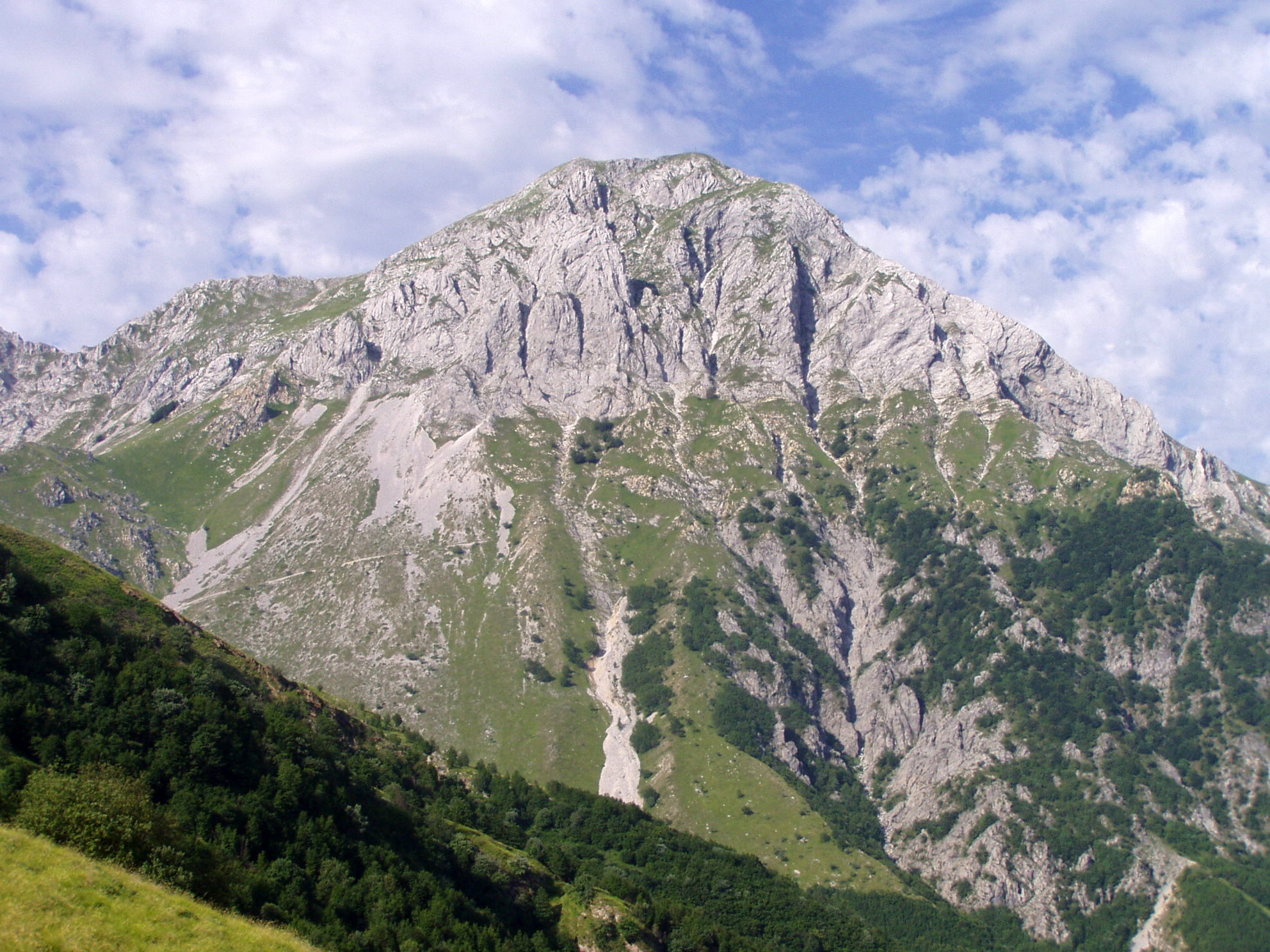
Pania della Croce

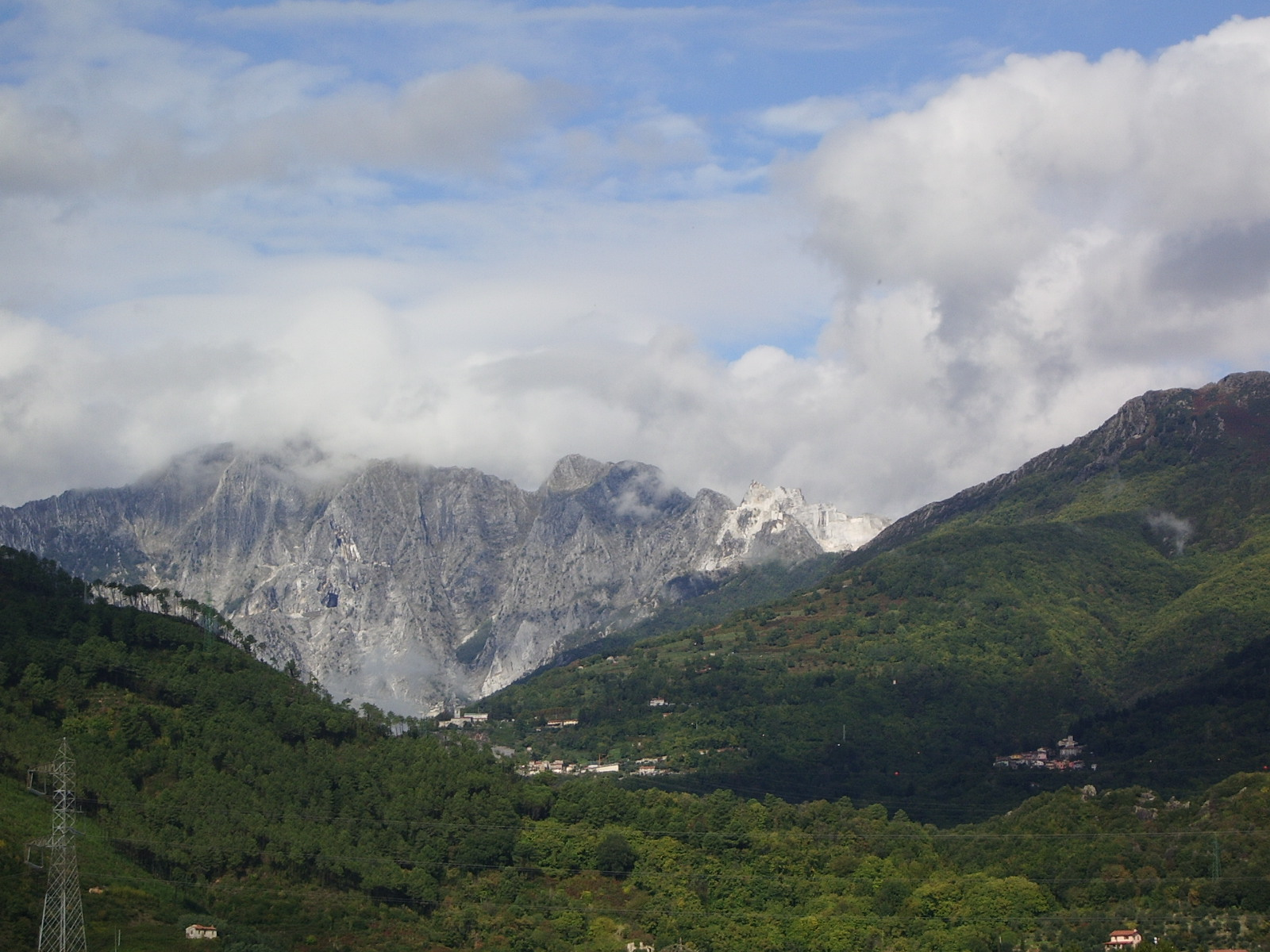
Il Monte Altissimo da Pozzi

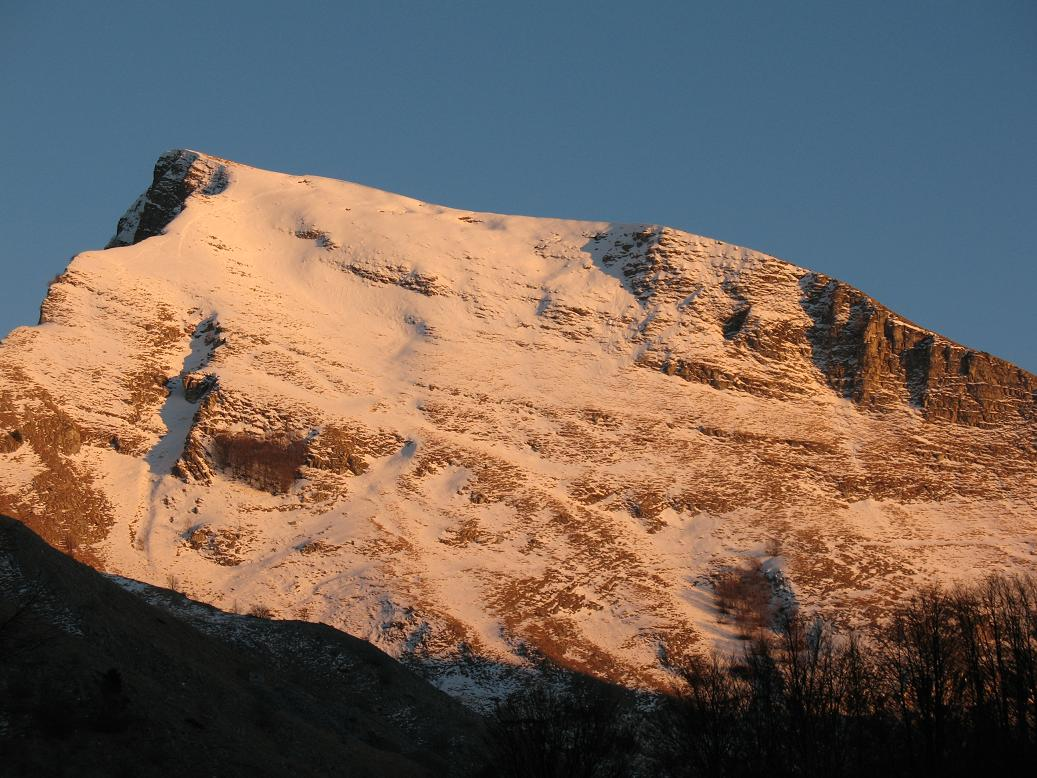
Il monte Sagro al tramonto

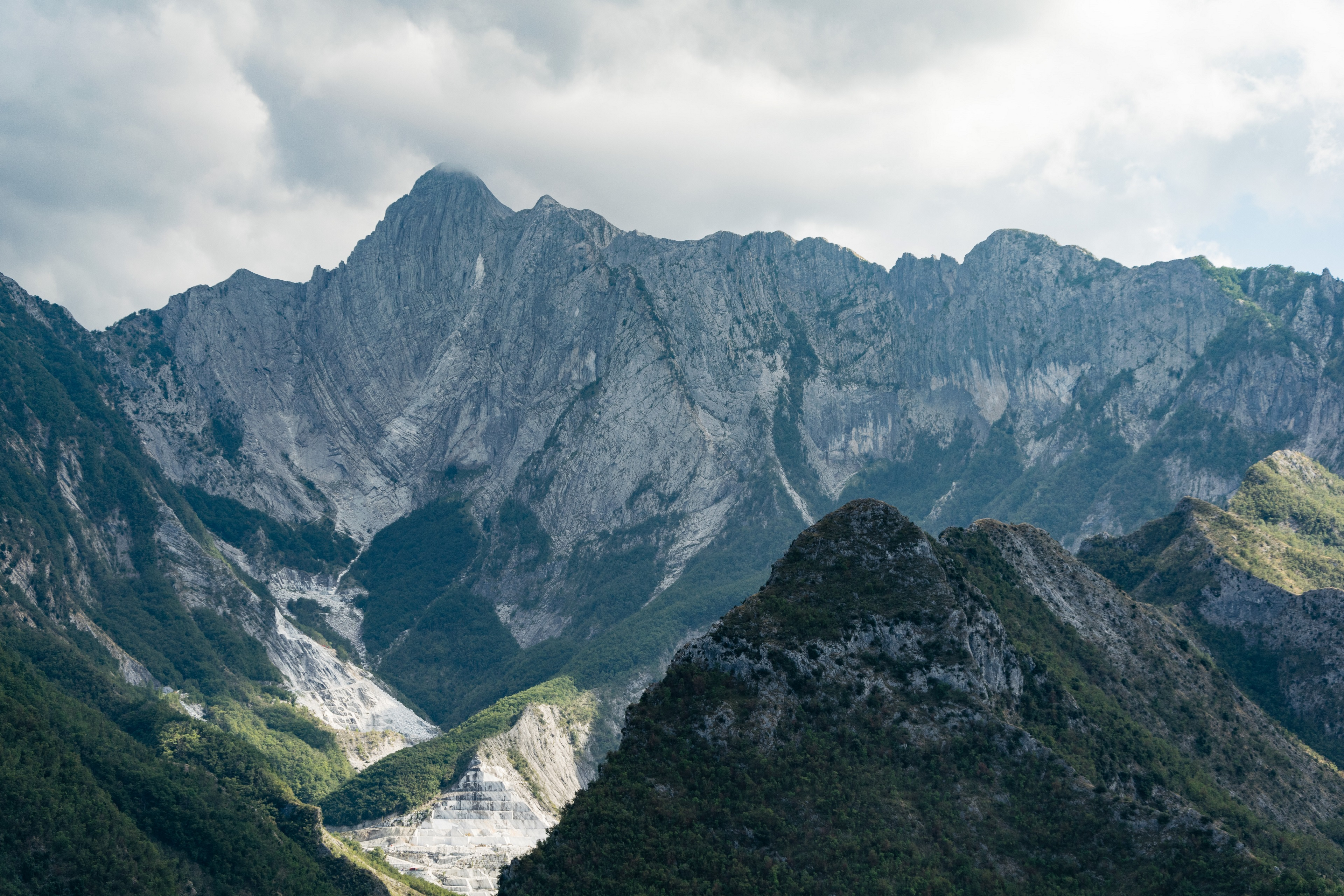
L'imponente parete nord del Pizzo d'Uccello

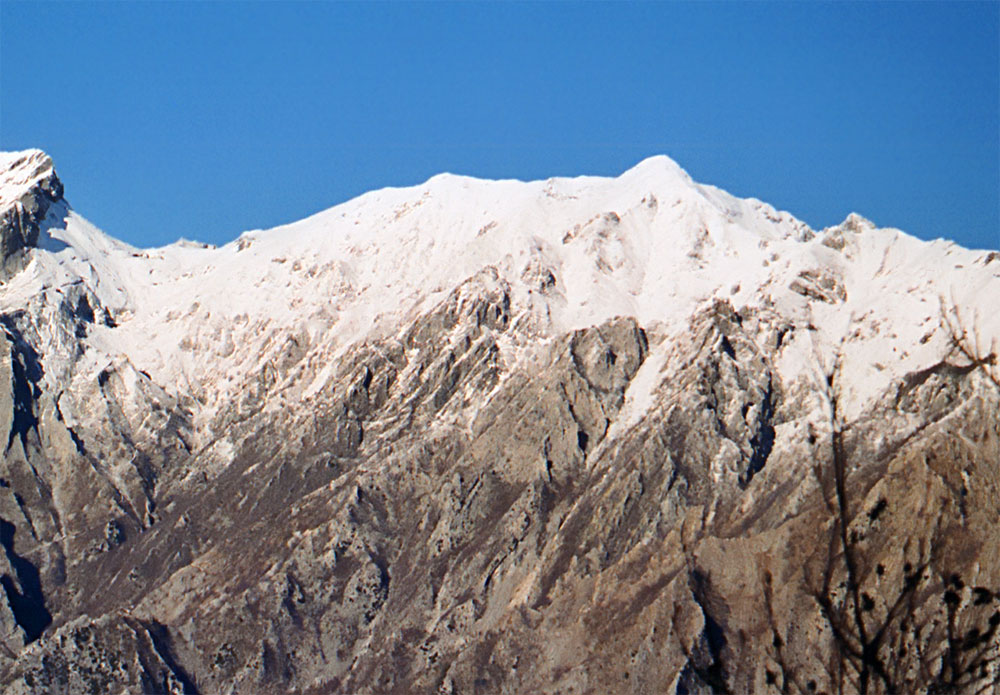
Il Monte Tambura coperto di neve

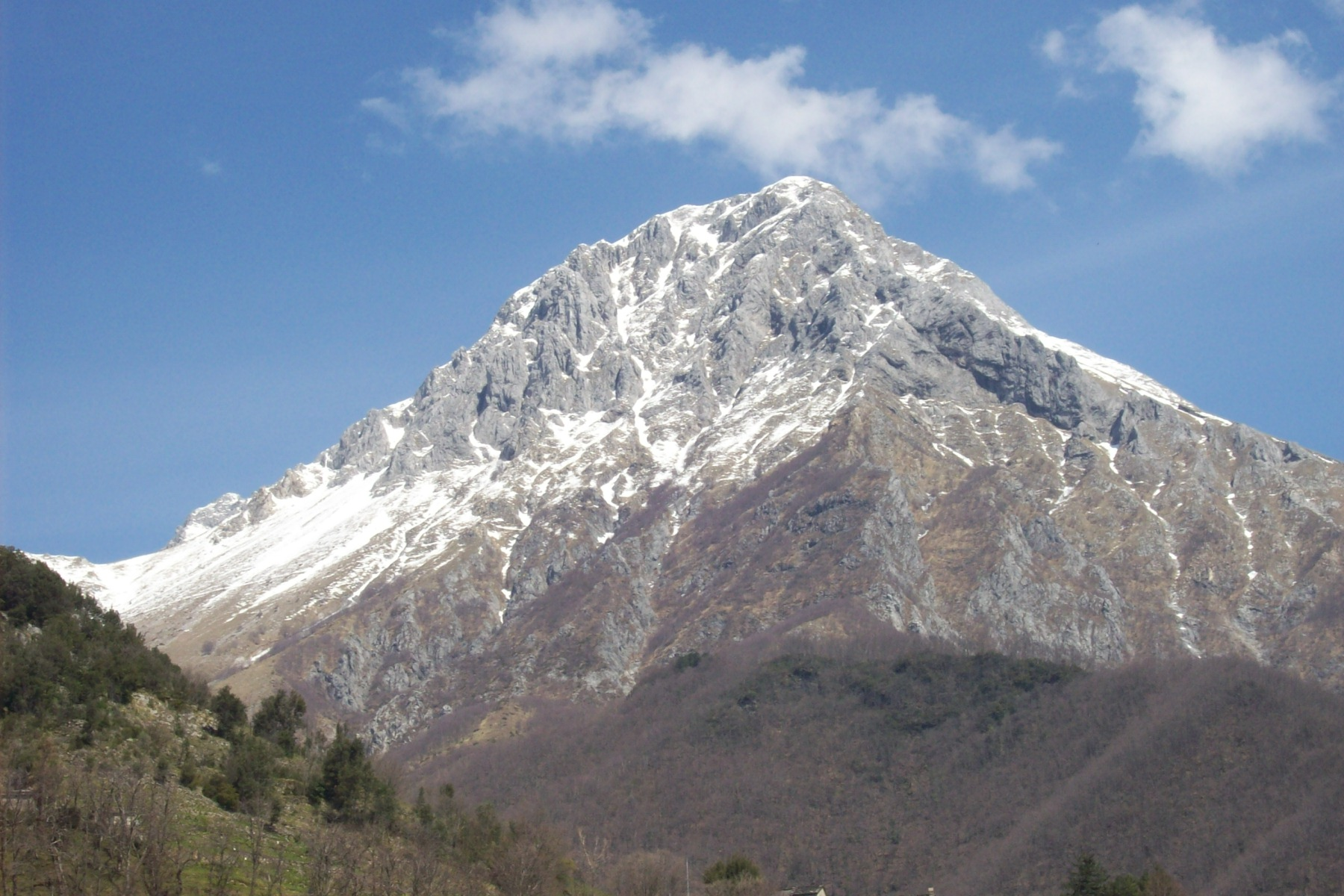
La Pania della Croce vista dal paese di Volegno

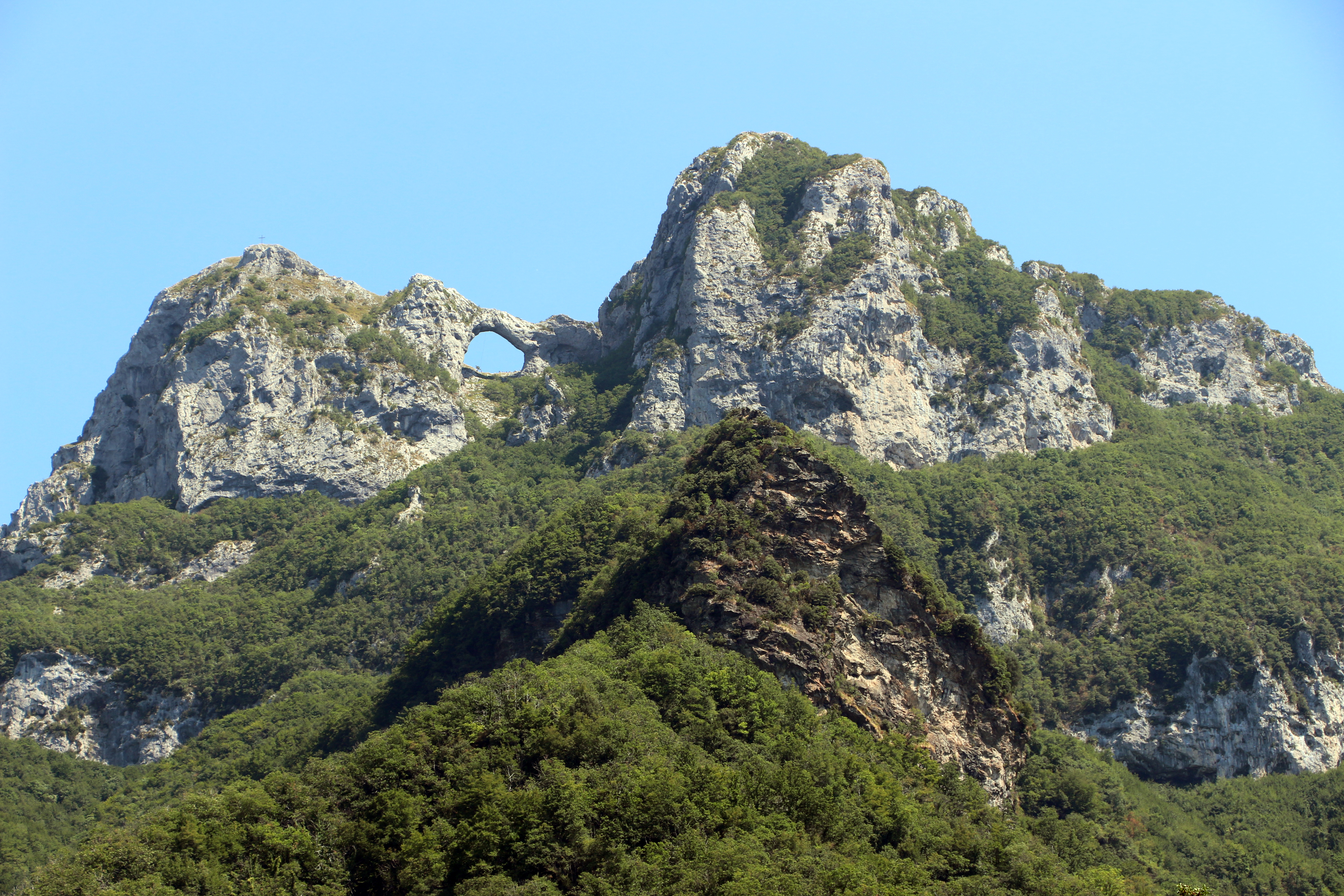
Il Monte Forato

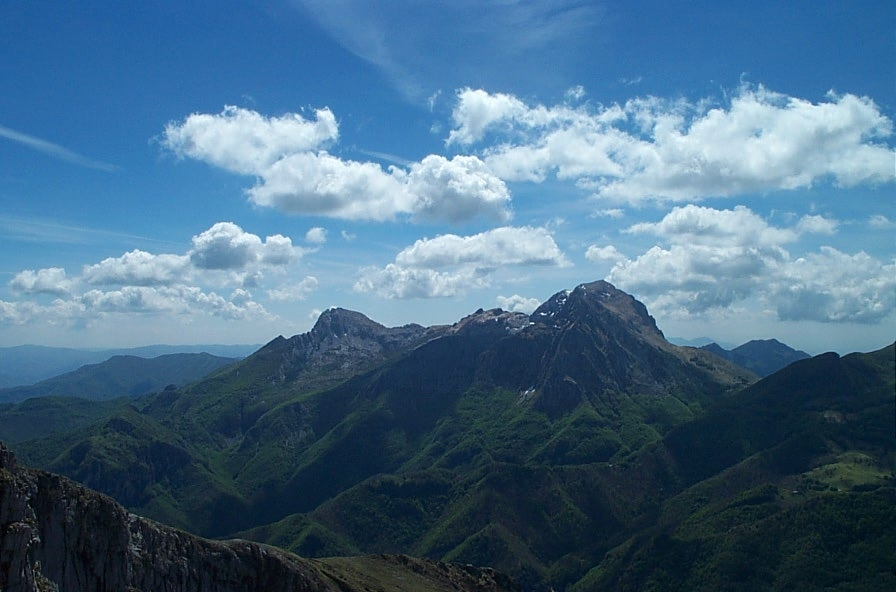
Il massiccio delle Panie

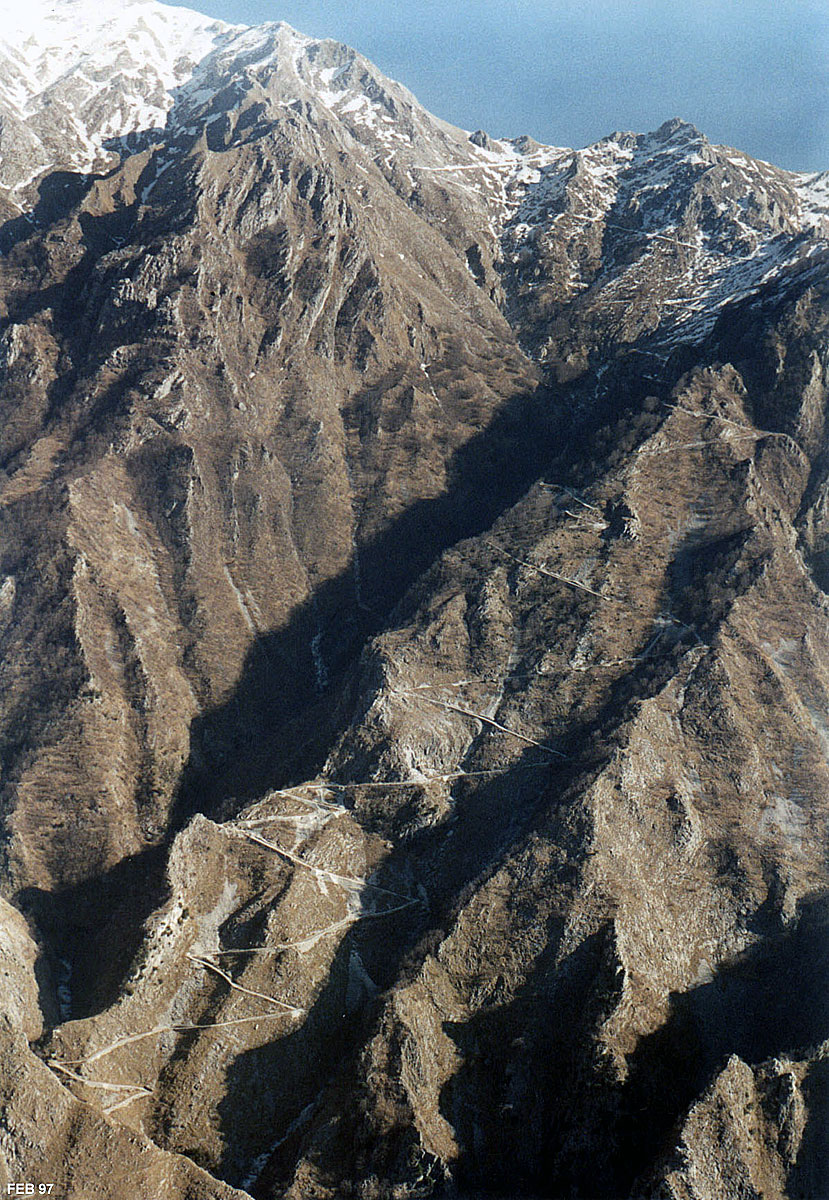
La Via Vandelli

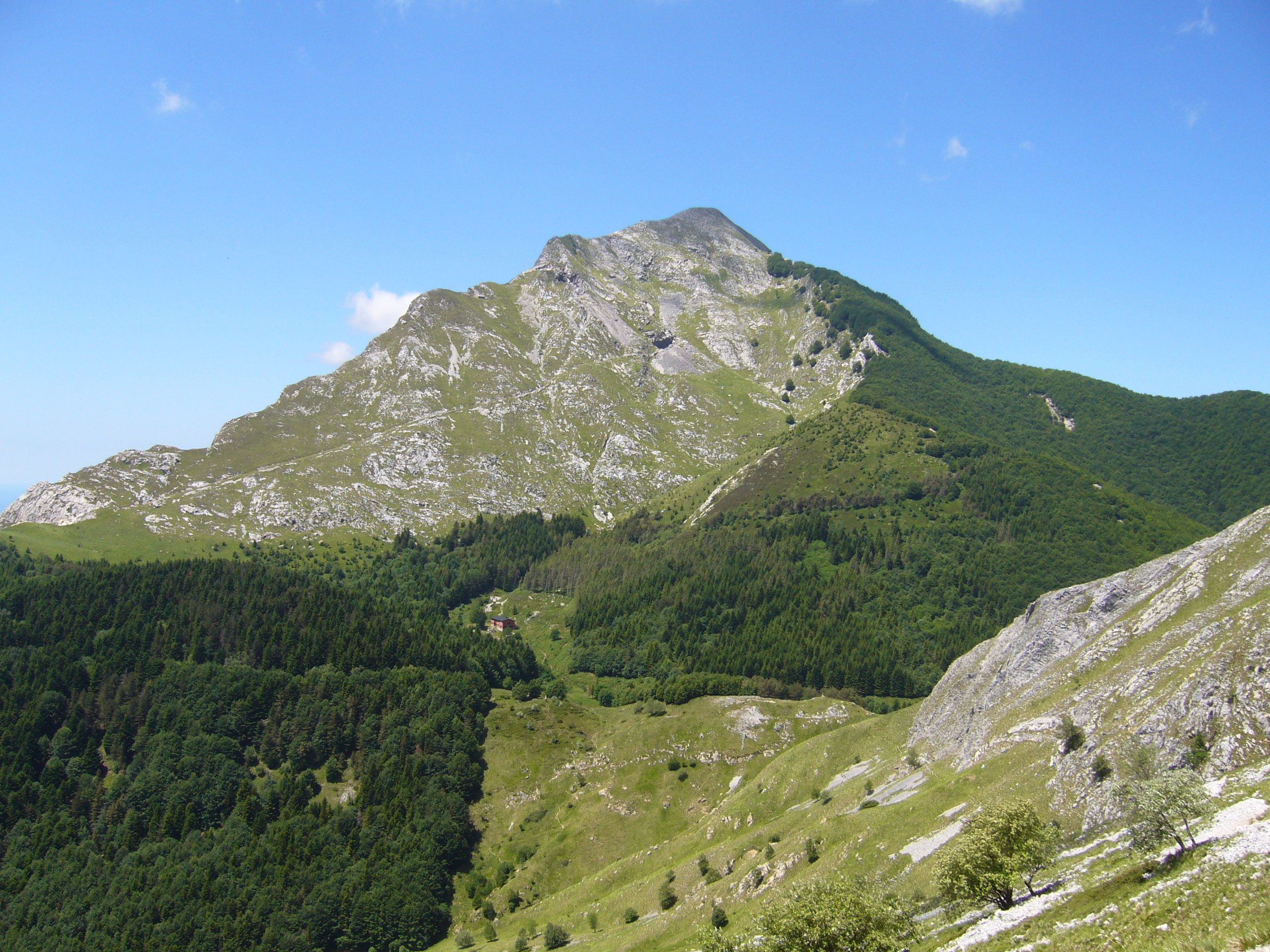
Monte Corchia e Foce di Mosceta dalle pendici della Pania della Croce

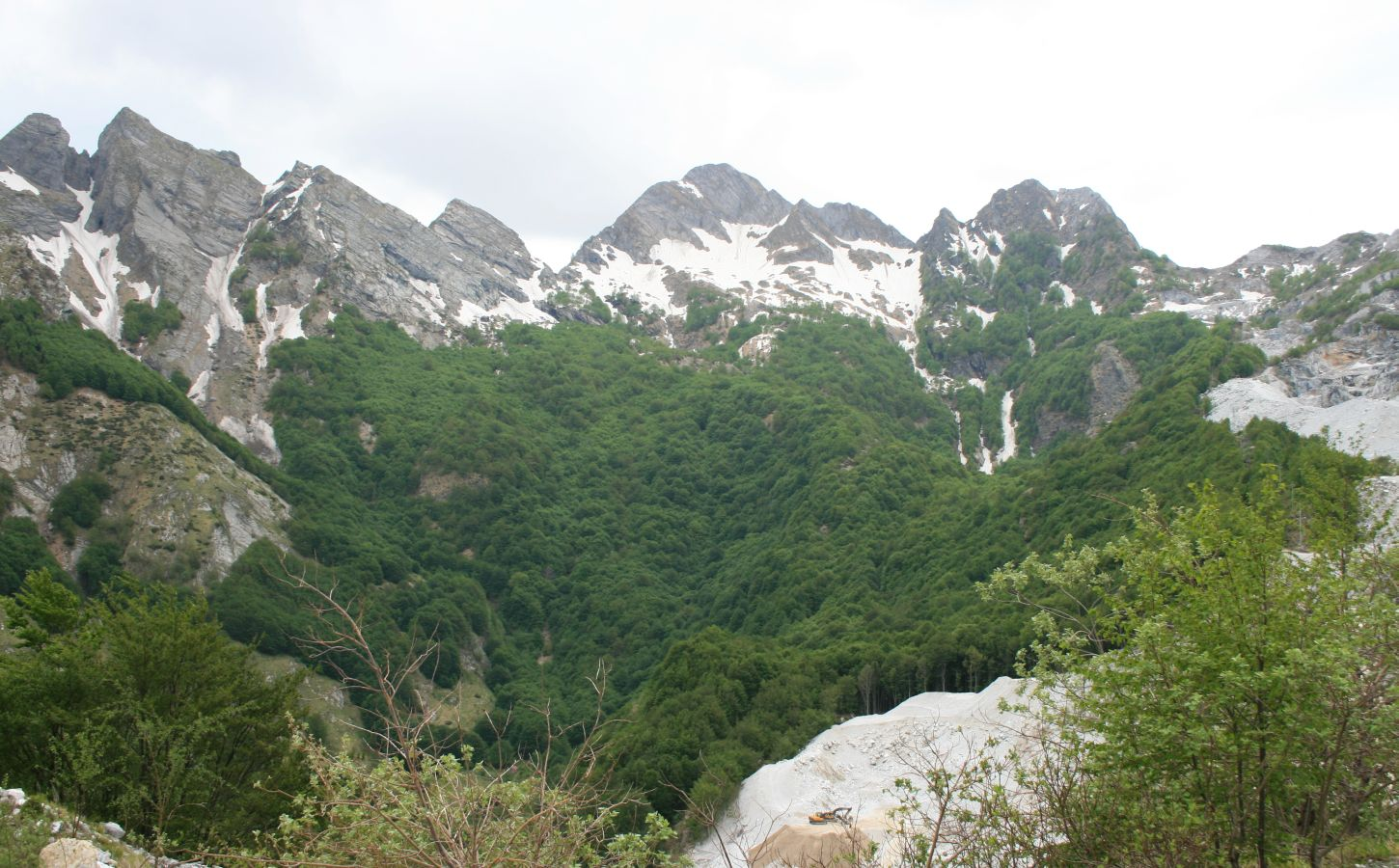
Panorama delle Apuane Settentrionali (da sinistra, Zucchi di Cardeto, monte Cavallo e monte Contrario)

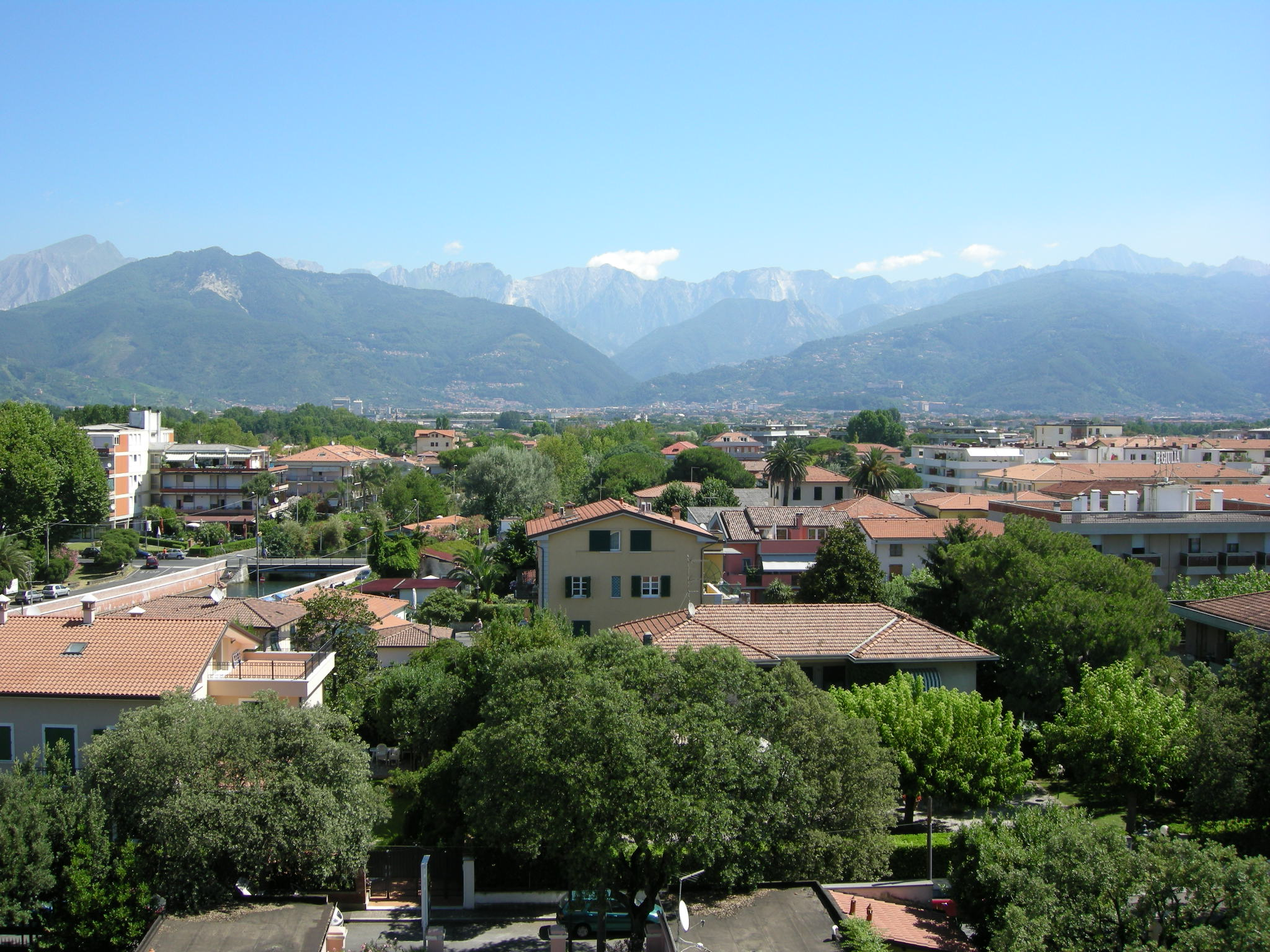
Le Alpi Apuane viste da Marina di Massa

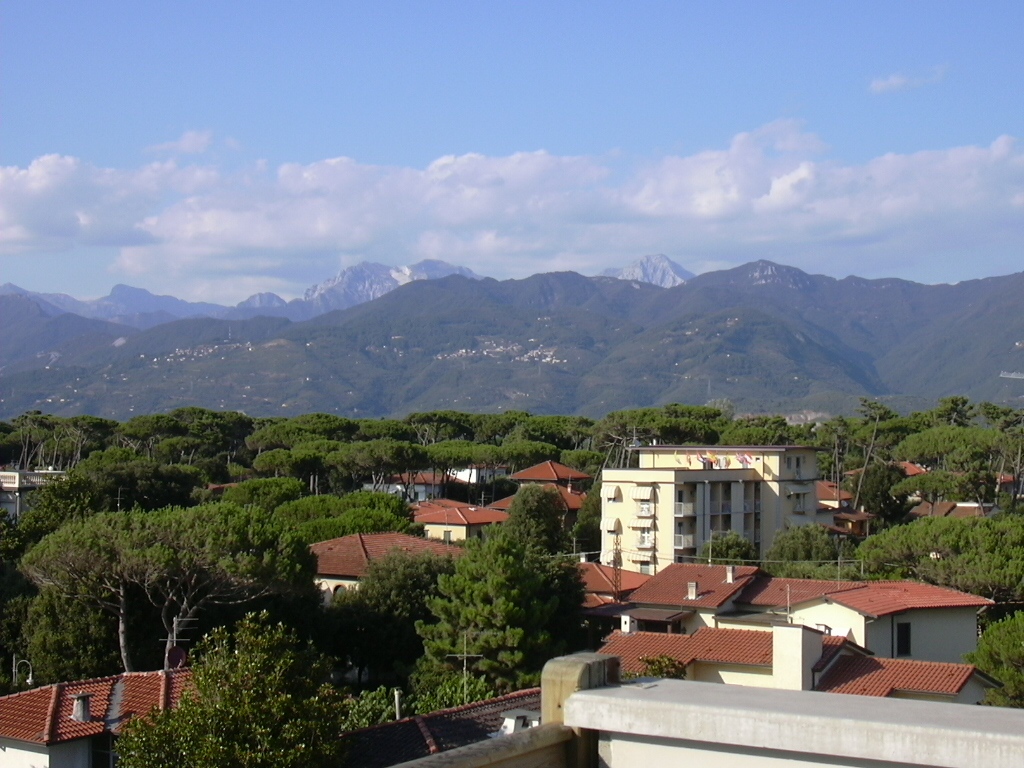
Le Alpi Apuane viste da Marina di Pietrasanta

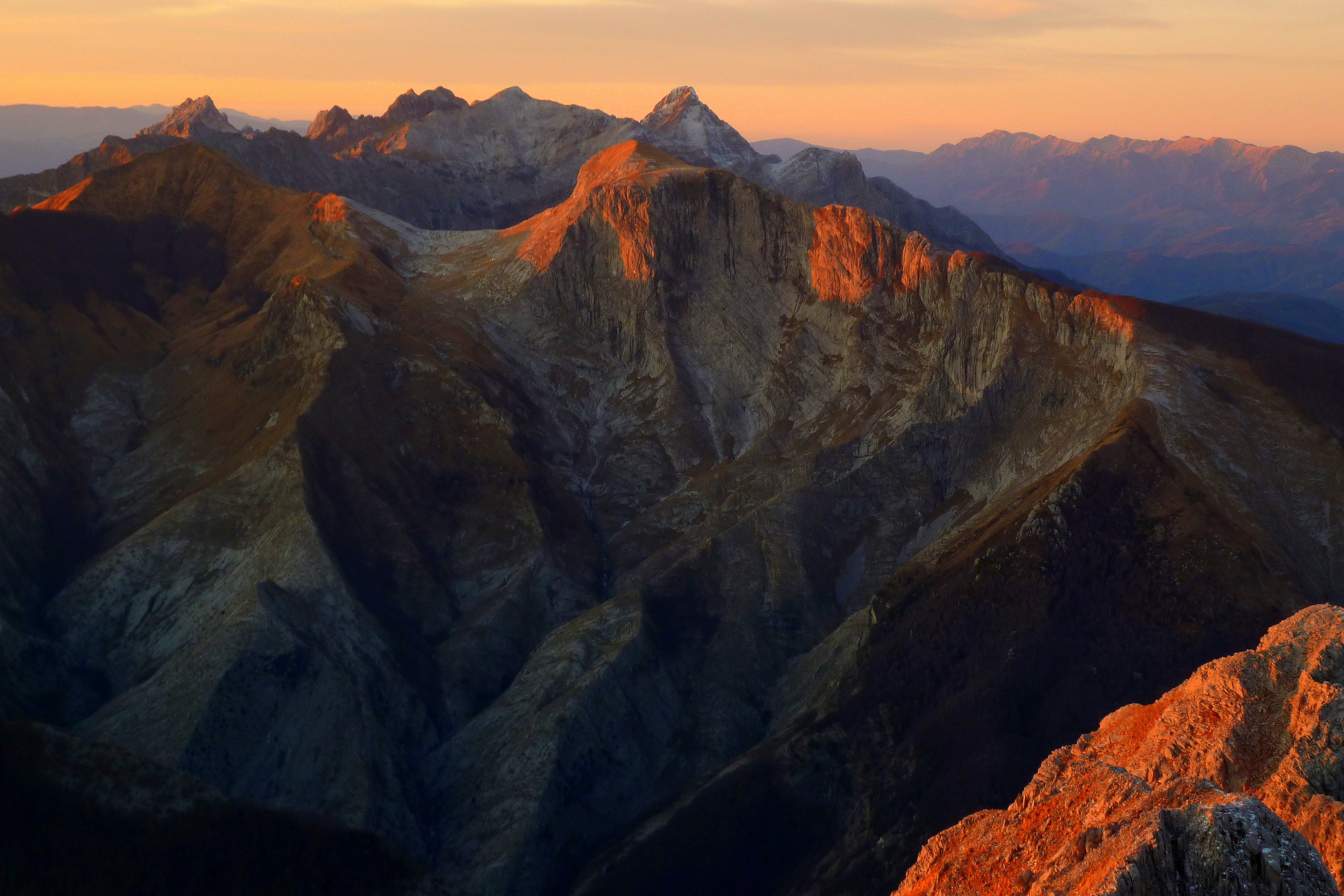
Veduta verso le Apuane settentrionali al tramonto

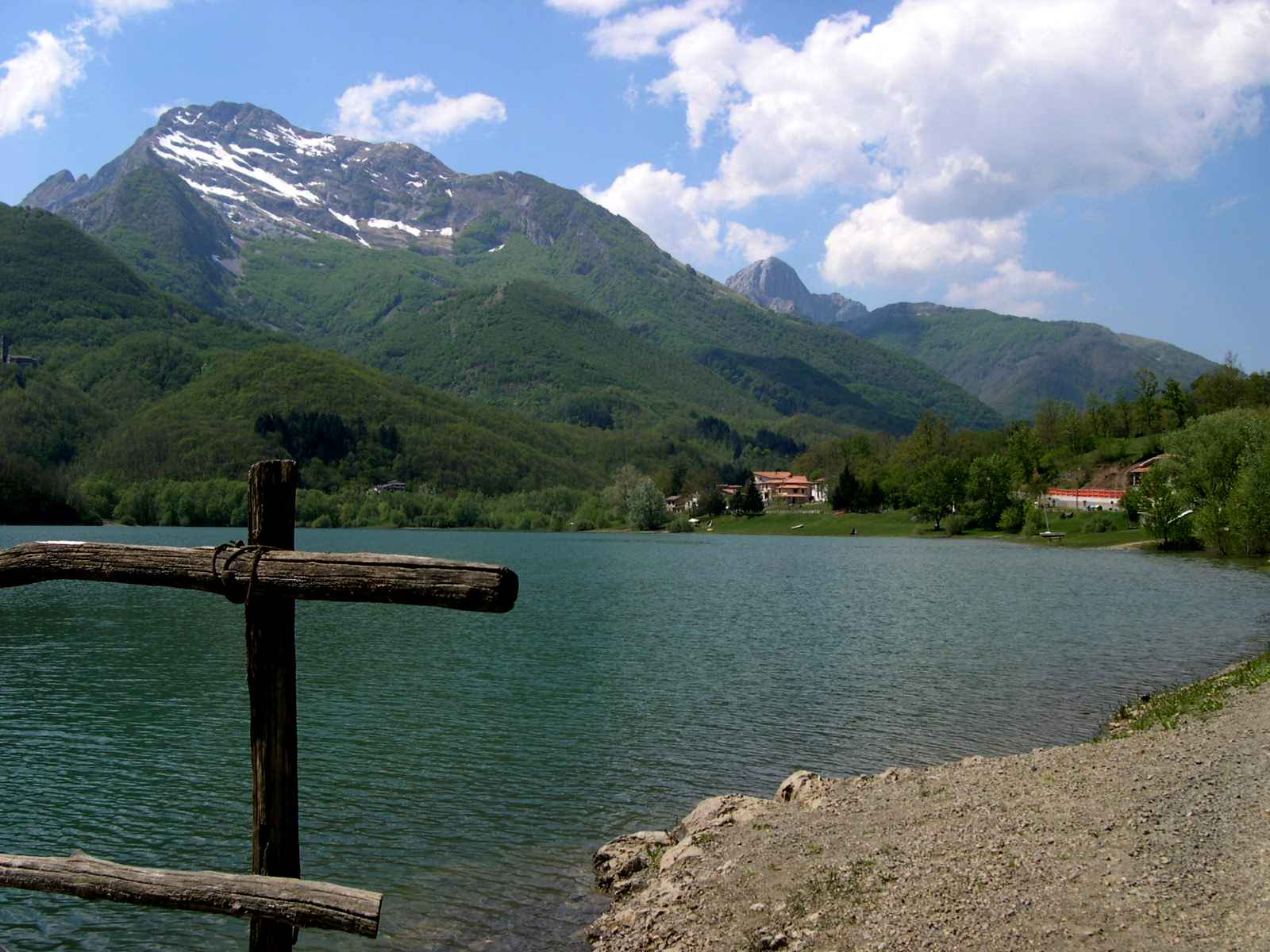
Lago di Gramolazzo e monte Pisanino

Sono distinguibili due maggiori unità tettono-metamorfiche, l'unità di Massa e l'unità delle Apuane. La prima affiora principalmente nella porzione più occidentale della catena ed è costituita dal basamento paleozoico e dalla successione metasedimentaria triassica che ha sperimentato un grado metamorfico superiore rispetto all'unità delle Apuane. Nelle metapeliti dell'Unità di Massa sono stati rinvenuti la cianite ed il cloritoide.
L'unità delle Apuane consiste anch'essa in un basamento paleozoico al di sopra del quale giace in discordanza angolare la sequenza metasedimentaria triassico-oligocenica. Il basamento è composto da rocce metasedimentarie e metavulcaniche formatesi dal Cambriano superiore al Siluriano, esso presenta una deformazione ed un metamorfismo tipico di condizioni metamorfiche di basso grado avvenuti durante l'orogenesi varisica. Le coperture mesozoiche sono costituite dai depositi continentali triassici del Verrucano, e da metasedimenti di piattaforma carbonatica come metadolomie, marmi e marmi dolomitici (Triassico superiore – Liassico). Queste rocce giacciono al di sotto dei metacalcari selciferi, metadiaspri e calcescisti (Lias superiore-Cretaceo inferiore) e degli scisti sericitici e dei calcescisti con intercalazioni di marmi (Cretaceo inferiore - Oligocene inferiore). Chiude la sequenza metasedimentaria la formazione torbiditica areacea dello Pseudomacigno.
Dal punto di vista tettonico le Alpi Apuane sono molto complesse e le strutture deformative sono attribuibili a due fasi principali. La fase D1 rappresenterebbe l'impilamento delle falde metamorfiche ed è definita da una foliazione di piano assiale di pieghe isoclinali a scala da centimetrica a chilometrica. Durante la fase D2, le precedenti strutture sono state sovraimpresse da una nuova generazione di pieghe e dalla formazione di zone ad alta deformazione correlate all'esumazione del complesso metamorfico. I dati P-T-t disponibili per le Alpi Apuane affermano che il picco metamorfico (450 °C; 0.6 GPa) e l'inizio della fase D1 sono datate al Miocene inferiore.

#### Carsismo
Un'importante caratteristica della catena apuana è la massiccia presenza di grotte carsiche e di morfologie tipiche del carsismo.
Le Alpi Apuane rappresentano infatti una delle aree carsiche più importanti d'Italia: vi si contano quasi 2000 grotte. Tra le 50 grotte più profonde della penisola, 17 sono apuane, così come tra le 50 più estese in lunghezza, 8 sono apuane. Il carsismo rappresenta uno dei processi geologici più conosciuti per la capacità di dare vita a forme e paesaggi spettacolari. La maggior parte dei fenomeni carsici è dovuta all'azione delle acque d'origine meteorica sulle rocce, principalmente di tipo carbonatico (calcari e dolomie) che sono la litologia prevalente nella zona. Oltre ai numerosi abissi (fra i quali quelli che raggiungono profondità maggiori di 1000 metri, come l'Abisso Roversi, Abisso Olivifer, Abisso Fighierà-Farolfi-Buca d'Eolo, Abisso Perestoika e altri), sono presenti 3 grotte turistiche visitabili durante tutto l'anno, e sono: Antro del Corchia, Grotta del Vento e le Grotte di Equi Terme.
Il carsismo in Apuane ha dato luogo anche a paesaggi carsici epigei come il campo carreggiato della Vetricia (Gruppo delle Panie) e il campo di doline della Carcaraia (versante settentrionale del monte Tambura).

### Laghi
Nella catena apuana non sono presenti laghi naturali poiché l'accentuato carsismo e l'acclività dei versanti non favoriscono il ristagno di acque superficiali. Tuttavia sono presenti 5 laghi artificiali ottenuti dallo sbarramento di corsi d'acqua e volti alla produzione di energia idroelettrica.
- Lago di Isola Santa
- Lago di Gramolazzo, l'unico balneabile
- Lago di Vagli, famoso per il paese sommerso
- Lago di Trombacco
- Lago di Turrite Cava

L'unica area umida che in passato si ipotizza essere stato un lago di origine glaciale, oramai ridotta a padule (o torbiera), è il padule di Fociomboli, nel versante settentrionale del monte Corchia. Un'altra area che in passato è stata ipotizzata essere un lago di origine glaciale è la conca glaciale di Campocatino, nei pressi del paese di Vagli Sopra.

### Glacialismo
Durante l'ultima glaciazione, sui versanti settentrionale e orientale si trovavano vari ghiacciai, i principali dei quali erano i seguenti:
- Ghiacciai del gruppo del Monte Sagro e Sagro - Pizzo d'Uccello - Garnerone - Grondilice; un piccolo ghiacciaio scendeva sul versante occidentale del Sagro occupando la vallecola, oggi squarciata dalle cave, orientata in senso Nord - Sud in direzione del monte Borla. Un altro apparato, ben più esteso, si trovava sul versante orientale del Sagro in direzione della valle di Vinca alimentato dal circo oggi detto "il Catino". Sempre nella valle di Vinca altri ghiacciai scendevano dal Pizzo d'Uccello, Foce a Giovo e Cresta Garnerone - Grondilice.
- Ghiacciaio del versante Nord del Pizzo d'Uccello; questo ghiacciaio aveva il suo bacino di alimentazione alla base della imponente parete Nord del Pizzo e scendeva verso Equi. Ancor oggi esiste in questa zona una località detta "cantoni di neve vecchia".
- Ghiacciaio di Serenaia; questo ghiacciaio si trovava nella valle che ha alla testata il monte Contrario, sul versante orientale il Pisanino e su quello occidentale la Cresta Garnerone e il Pizzo d'Uccello
- Ghiacciaio di Gorfigliano; il più grande ghiacciaio quaternario delle Apuane. Scendeva, con varie lingue dai monti Pisanino (versante Nord Est), Cavallo (versante Est), Tambura (versante Est) e Roccandagia (versante Ovest). Le lingue glaciali si univano dando luogo ad un apparato vallivo che giungeva ove sorge oggi il paese di Gorfigliano.
- Ghiacciaio di Campocatino; sul versante orientale della Roccandagia. Si trattava di un ghiacciaio di circo. La sua morfologia è ancor oggi chiaramente leggibile dato che la valle di Campocatino è piatta e presenta dei massi erratici.
- Ghiacciaio di Arnetola; originato dall'unione degli apparati glaciali che scendevano dal versante Sud Est della Tambura, con quelli del passo Sella e del monte Sumbra.
- Ghiacciai del versante Nord del monte Corchia; tra questi era il ghiacciaio di Fociomboli, di cui si possono ancora ben leggere i depositi morenici. La torbiera di Fociomboli è quanto resta di un lago glaciale.
- Ghiacciai del gruppo delle Panie; molte aree occupate da questi sono ancora facilmente individuabili. Il ghiacciaio del vallone dell'Inferno scendeva sul versante orientale della Pania della Croce in direzione del Rifugio E. Rossi. Il ghiacciaio di Borra di Canala si originava dai bacini di accumulo alla base del Pizzo delle Saette e delle creste rocciose che uniscono questo rilievo con la Pania della Croce. Da questi accumuli aveva origine una lingua valliva che scendeva nella Borra di Canala, dove i segni del glacialismo sono ancora molto evidenti.

Nevai recenti. Prima dell'imponente cambiamento climatico iniziato con l'inverno 1989 - 1990 le Apuane facevano registrare, alle quote superiori ai 1400 - 1500 metri, accumuli di neve veramente imponenti e ciò a causa dell'entità notevolissima delle precipitazioni. Questi accumuli di neve giungevano ordinariamente fino all'estate formando anche dei nevai. Questi nevai, durante la piccola età glaciale possono aver dato origine anche a piccoli glacionevati. Alcuni nevai, dato il carsismo, si trovavano sul fondo di cavità e pozzi verticali. Fino agli anni seguenti la seconda guerra mondiale alcuni abitanti della zona raggiungevano nevai e buche della neve durante l'estate per estrarne il ghiaccio, trasportarlo a valle e farne commercio. La località "Passo degli Uomini della Neve" rappresenta una traccia toponomastica di questo commercio di ghiaccio. Tutti i nevai si sono estinti tra il 1990 e il 2010 e purtroppo nessuno ha pensato di prelevare campioni di ghiaccio in luoghi come l'abisso Revel o le cavità presso il passo di Cardeto; questi campioni avrebbero potuto dare interessantissime notizie sulla storia del clima tra il XV e il XX secolo.
Si fornisce di seguito un elenco di nevai e accumuli che arrivavano ordinariamente al mese di luglio e in qualche caso all'autunno:
- Cantoni di Neve Vecchia; alla base della parete Nord del Pizzo d'Uccello
- Versante Nord del Pisanino
- Versante Nord del Monte Contrario
- Cavità carsiche sotto la Foce di Cardeto
- Carcaraia
- Versanti Nord ed Est del Pizzo delle Saette
- Buche della neve del Vallone dell'Inferno
- Pozzi verticali dell'altipiano della Vetricia

### Clima
La geomorfologia della catena influenza notevolmente il clima delle Apuane e delle aree circostanti. I due versanti presentano una certa diversità climatica poiché la catena costituisce una vera e propria barriera sia contro i venti settentrionali, freddi e secchi, sia contro i venti più umidi che arrivano dal mar Ligure/mar Tirreno. Così il versante versiliese-marittimo presenta un clima mite, con estati fresche ed inverni non troppo rigidi, non a caso la copertura nevosa invernale è quasi assente o comunque al di sopra dei 1300-1400 metri, mentre il versante garfagnino-lunigianese esposto a nord-est presenta un clima tipicamente continentale, con inverni freddi ed estati relativamente brevi dove le precipitazioni, anche nevose, in certi punti si accumulano e persistono tutto l'anno. L'articolazione del rilievo tuttavia determina una considerevole varietà di microclimi: versanti assolati ed esposti al vento si alternano a forre umide e freddi fondovalle, aree soleggiate e protette dal vento a boschi densi e ombrosi. Particolare attenzione merita lo stau della catena nei confronti delle correnti umide che provengono da ovest dal Mar Ligure, origine di diverse alluvioni avvenute nella zona (in tempi recenti Alluvione della Versilia del 19 giugno 1996 e Alluvione dello Spezzino e della Lunigiana del 25 ottobre 2011).

## Ambiente

### Flora
Le Alpi Apuane presentano una grande varietà di flora grazie alla combinazione di diversi fattori, specialmente le caratteristiche geografiche, la diversità climatica e la natura geologica dei rilievi montuosi.
Sui primi rilievi, più vicini al mare o sottoposti alla sua influenza, la copertura vegetale rientra nel tipo mediterraneo. Nelle zone dove il terreno ha una composizione calcarea, fino a quote modeste è presente la macchia mediterranea composta da leccio, mirto e fillirea. Con l'accrescimento demografico degli insediamenti montani, spesso parte di questa copertura vegetale è stata sostituita da campi di olivi. Ad oltre 600 metri di altitudine, il terreno mostra una composizione più silicea, favorendo la diffusione del pino marittimo.
Le Apuane interne sono ricoperte da querceto-carpineti e cerreto-carpineti, largamente sostituiti dall'uomo con castagneti. I quercieto-carpineti (Quercus pubescens, Ostrya carpinifoglia, Fraxinus ornus) sono diffusi in tutti i terreni calcarei soleggiati del versante tirrenico e presso le rocce carbonatiche, a partire da una quota di 400 metri fino a 1400 metri circa. I cerreto-carpineti sono diffusi per lo più nei terreni freschi e più umidi del versante della Lunigiana e della Garfagnana.
Gran parte dei boschi caducifogli in passato è stata trasformata in castagneti cedui o da frutto: l'uomo ha piantato o favorito il castagno in tutti i terreni leggermente acidi adatti alla pianta per ricavare castagne e legname; è infatti largamente conosciuta l'importanza che il castagno ha rivestito, soprattutto in passato, nella vita e nell'economia delle popolazioni apuane.
Salendo ancora in alto, superando i 1000 metri, si incontrano aree dominate dal faggio (Fagus sylvatica L.), con maggiore estensione nel versante settentrionale delle Apuane, nella Garfagnana e nella Lunigiana. Nel versante che si affaccia sul Mar Tirreno, invece, data la composizione marmorea del substrato geologico, il faggio è meno esteso e sussiste a quote inferiori che si aggirano sui 1300 m in media.

### Fauna

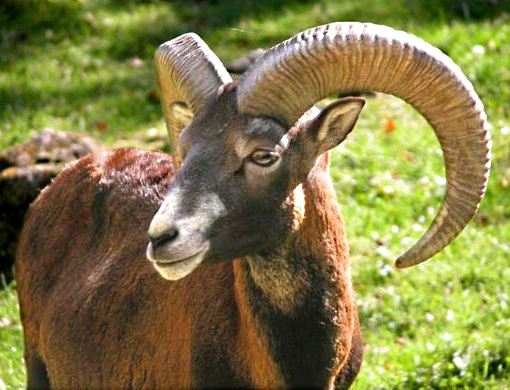
Il muflone è stato introdotto negli anni ottanta.

La fauna annovera scoiattoli, ghiri, talpe, moscardini, volpi, lepri, faine, donnole, tassi e martore nonché almeno 300 specie di uccelli, tra cui il gracchio corallino, che col suo inconfondibile becco rosso è diventato il simbolo del Parco naturale. Sono presenti vari rapaci: tra quelli diurni troviamo la poiana, l'aquila reale, il falco pellegrino e il gheppio, mentre tra quelli notturni il barbagianni, la civetta, l'allocco e il gufo comune sono le più comuni. Un altro predatore importante è il corvo imperiale. Molte specie sono legate alle migrazioni: il sordone, il codirosso spazzacamino, la pernice rossa, il torcicollo, il cuculo, il picchio muraiolo e la rondine montana. Sono invece presenti tutto l'anno e ben distribuite molte specie di passeriformi e cincie, il picchio rosso maggiore e il picchio verde. Sono presenti alcune specie di chirotteri al riparo nelle grotte ed oltre ai roditori già elencati è presente l'arvicola delle nevi.
Sono presenti anche rettili come il biacco, il colubro di esculapio, la natrice dal collare, l'orbettino italiano, il ramarro e la vipera.
Ma l'esemplare più caratteristico è, con il tritone alpestre apuano, il geotritone italiano (Speleomantes italicus), anfibio cavernicolo presente in forma endemica. Oltre a questi due sono presenti altri anfibi come la salamandra pezzata, il tritone alpestre apuano e la salamandrina dagli occhiali e il molto più comune rospo.
All’inizio degli anni ‘80 del XX secolo, il muflone è stato introdotto con intenti venatori, antecedentemente all’istituzione dell’area protetta; gli individui, provenienti dal Parco dell'Orecchiella, sono stati liberati nel territorio del Comune di Stazzema (LU), in due riprese: nel 1981 (6 capi) e nel 1982 (10 capi). Partendo dai 16 esemplari iniziali, la sua presenza nell’area è oggi ampiamente affermata, con una popolazione che si può considerare “indigenata”, in particolare nell'area del gruppo montuoso delle Panie.
Invece cinghiali e caprioli sono giunti spontaneamente, dai territori circostanti. Nel 2011 c'è stato il primo avvistamento di cervo, proveniente (quasi sicuramente) dagli Appennini.

#### Il lupo
Mediante l'uso di fototrappole, nel 2008 è stata accertata la presenza del lupo. Trovando un habitat favorevole, il lupo ha "ricolonizzato" spontaneamente le Apuane, e dal 2014 un piccolo branco ha iniziato anche a riprodursi; nel 2015 i lupi si sono suddivisi in due branchi. Nel 2016 i branchi sono diventati tre, creando qualche preoccupazione agli abitanti delle zone più isolate.

#### Il gatto selvatico
Nel 2020 sono stati avvistati quelli che sembravano essere esemplari di gatti selvatici europei; ipotesi confermata nel 2021.

## Economia

### Estrazione del marmo
I marmi delle Alpi Apuane sono probabilmente il materiale lapideo più conosciuto al mondo. Sono state riconosciute fino a 14 varietà merceologiche, raggruppate secondo le loro caratteristiche in 5 gruppi: marmi bianchi, marmi brecciati, marmi grigi e venati, marmi cipollini e marmi storici.

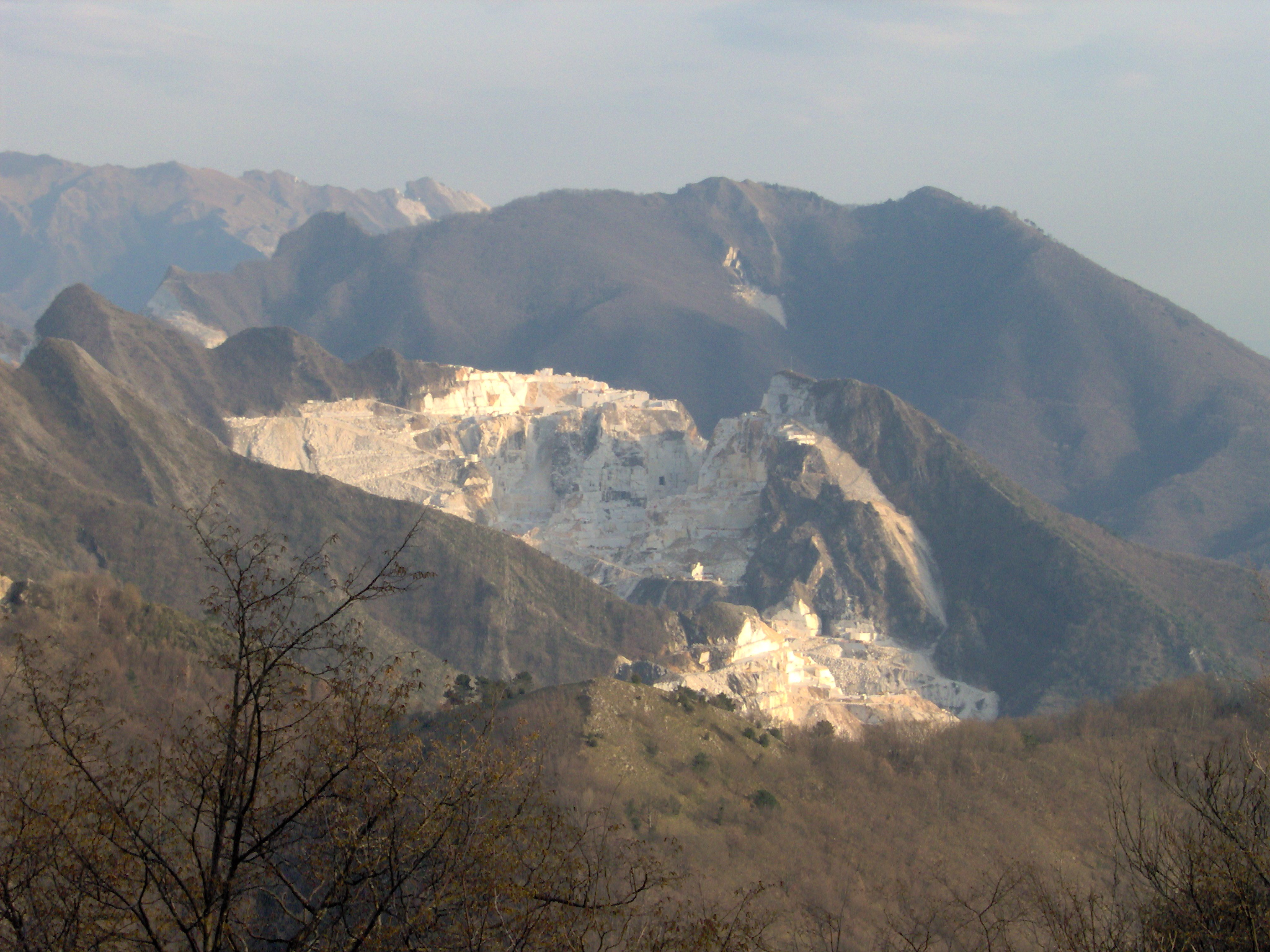
Esempio di cave di marmo viste da Campocecina e del loro irreversibile impatto paesaggistico ed ambientale

L'inizio dell'escavazione di marmo nelle Apuane è ben testimoniata in epoca romana, ma recentemente, alcuni studi hanno confermato la lavorazione di questo marmo anche in epoca pre-romana che veniva utilizzato per manufatti funerari. Una prima attività di escavazione intensiva è stata registrata durante il I secolo a.C., infatti, in conseguenza di un forte rinnovamento dell'architettura pubblica e privata di Roma ci fu un notevole incremento della produzione di marmo che veniva estratto, per la maggior parte, da cave poste presso i fondovalle dei quattro principali bacini marmiferi del carrarese (Bacino di Boccanaglia, di Torano, di Miseglia e di Colonnata).
All'epoca tutte le fasi dell'attività estrattiva erano già accuratamente programmate e pianificate: il materiale estratto subiva una prima lavorazione direttamente in cava, mentre i detriti di scarto erano adoperati per costruire le “vie di lizza” sulle quali venivano fatti scendere a valle i blocchi di marmo. Le tecniche di escavazione si basavano sullo sfruttamento delle principali linee di fratturazione presenti nel marmo: utilizzando martelli e scalpelli metallici venivano eseguiti nella roccia dei tagli a trincea (“cesurae”) che successivamente venivano allargati per mezzo di cunei di ferro o legno. Quest'ultimi erano continuamente bagnati in modo tale che la spinta generata dal rigonfiamento del legno fosse capace di determinare il distacco del blocco. La caduta dell'Impero romano d'Occidente e la conseguente crisi economica e sociale che caratterizzò il Medioevo determinarono una forte contrazione dell'attività estrattiva che proseguì rimanendo di fatto solo un'attività locale.
Dal XII secolo ci fu una moderata ripresa dell'attività estrattiva, ma solo in epoca rinascimentale si assistette nuovamente ad una netta ripresa della produzione; in particolare, a partire dal la seconda metà del XV secolo, l'attività estrattiva fu allargata anche ai bacini marmiferi della Versilia (Monte Altissimo), i cui marmi sono stati utilizzati anche da Michelangelo Buonarroti. Le tecniche di escavazione sono rimaste artigianali fino all'introduzione dell'esplosivo avvenuta nel XVIII: questa tecnica velocizzava i tempi ma non considerava i danni che l'esplosione arrecava al materiale da estrarre producendo un'enorme quantità di detriti, dando così inizio allo sviluppo dei ravaneti (accumuli di materiale lapidei stoccati sui pendii di cava).
Dalla seconda metà del XIX secolo, anche il territorio della Garfagnana viene coinvolto nel processo di industrializzazione del marmo. Durante il XX secolo l'escavazione del marmo ha avuto alti e bassi, risentendo anche dei periodi bellici che hanno coinvolto in primo piano questo territorio; tuttavia dal secondo dopoguerra fino ad oggi si è assistito ad un incremento di materiale estratto, con ricadute occupazionali e economiche importanti, soprattutto per l'area di Carrara. Negli ultimi decenni le moderne tecniche di taglio basate sull'utilizzo del filo diamantato hanno rivoluzionato il lavoro in cava, diminuendo il quantitativo di detrito prodotto, rendendo possibile una maggiore tutela del territorio.
Oggi il numero di cave attive nelle principali aree estrattive (Carrara, Massa, Lunigiana, Garfagnana e Versilia) è di 143, di cui 100 concentrate nel bacino di Carrara. La mole di materiale estratto in blocchi si attesta intorno ai 400.000 metri cubi annui, impiega circa 6.000 addetti e rappresenta il 70% del PIL provinciale nonché uno dei settori di maggior rilievo e prestigio dell’economia del centro Italia. La linea di business più grande, sebbene meno conosciuta, consiste nella produzione del carbonato di calcio in polvere, materia prima impiegata nella produzione di plastiche, gomme, pneumatici, isolanti, vernici, colle, carta, prodotti chimici, farmaceutici, cosmetici e nell'edilizia. Ad oggi, circa il 75% dell’estratto nelle cave è costituito da carbonato di calcio, destinato a usi industriali, mentre il 25% è marmo, destinato principalmente all'edilizia.

#### Impatto negativo dell'attività estrattiva
L'attività estrattiva ha tuttavia anche risvolti negativi per la collettività e per l'ambiente naturale: ha un impatto negativo sugli acquiferi per l’inquinamento delle acque superficiali e profonde derivanti dalla lavorazione del marmo, per la dispersione delle polveri nell’atmosfera, per l’inquinamento e i disagi dovuti all’intensità dei trasporti su strada dei materiali estratti e per la modifica irreversibile della morfologia dei luoghi, con elevatissimo impatto paesaggistico, e talvolta anche dei profili delle montagne più elevate e significative. Infine, sotto il profilo del dissesto idrogeologico i ravaneti, in particolare quelli recenti, rappresentano aree a forte rischio.
Contro l'attività estrattiva intensiva sulle Alpi Apuane si battono da anni numerose associazioni ambientaliste, comitati, collettivi, gruppi speleologici ed alpinistici, talvolta definiti "no cav", tramite manifestazioni, appelli ed azioni legali.
Sono comparsi numerosi articoli di denuncia della situazione ambientale apuana su quotidiani e riviste. Il documentario Antropocene inserisce inoltre quello delle Alpi Apuane tra i 43 maggiori disastri ambientali contemporanei.
Nel 2020 il partito Europa Verde, che si prefigge la chiusura delle cave ricadenti nel parco e l'abrogazione delle deroghe regionali, ha sollevato la questione nelle sedi istituzionali e ha proposto un referendum abrogativo riguardante le norme regionali più favorevoli alle cave.
Numerosi intellettuali hanno preso posizione per la tutela delle Alpi Apuane. Ulteriore visibilità internazionale alla causa "no cav" è stata data dalla vittoria del Wildlife Photographer of the Year nel 2020 da parte di Lorenzo Shoubridge con una fotografia dei lupi nei pressi del Monte Corchia.

### Produzioni agroalimentari
Numerose e pregiate le produzioni agricole e gastronomiche apuane tra le quali è in ascesa negli ultimi anni quella vinicola, in particolare il Candia dei Colli Apuani.
Nelle Alpi Apuane si trovano inoltre diverse sorgenti impiegate per la produzione di acque minerali in bottiglia.
Secondo il movimento No Cav, tali produzioni, insieme al turismo, opportunamente sostenute potrebbero costituire una valida alternativa economica all'estrazione del marmo per le popolazioni locali.

## Turismo e sport
Le Apuane sono visitate ogni anno da molti turisti, la maggior parte dei quali provenienti dalle zone limitrofe.
La maggior parte del turismo è di tipo naturalistico e paesaggistico, e legato all'escursionismo o ad altri sport montani, ma nella catena montuosa sono presenti anche numerosi siti di valore storico-culturale e artistico, quali borghi, pievi, eremi e castelli, e punti di interesse enogastronomico. Numerose sono anche le feste tradizionali e la sagre che si svolgono nei borghi. Inoltre è presente la stazione termale di Equi Terme.
Tuttavia, nonostante l'elevato valore ambientale, paesaggistico e storico-culturale di quest'area, il turismo non è ancora pienamente sviluppato, sebbene sia in crescita.
Secondo i movimenti No Cav, ciò sarebbe causato principalmente dall'estrazione del marmo, che costituirebbe un ostacolo a ogni ipotesi di sviluppo economico differente. Numerosi movimenti favorevoli alla chiusura delle cave apuane hanno elaborato proposte di sviluppo economico alternativo, largamente basate sulle potenzialità naturalistiche dell'area.

### Escursionismo
La fitta presenza di associazioni C.A.I. nei dintorni dell'area ha favorito la realizzazione di una rete sentieristica molto ampia e variegata, integrata da vecchie mulattiere, vie di lizza e strade marmifere. La morfologia molto acclive e accidentata, combinata alla vicinanza di queste montagne al mare, fanno delle Alpi Apuane un terreno ostico e imprevedibile, con sentieri che talvolta sono esposti ed aerei e con condizioni meteorologiche che possono cambiare repentinamente. Nel 2023 è stato inaugurato il Parco Culturale delle Apuane, comprendente anche l'abitazione dove Fosco Maraini trascorse i suoi ultimi anni, fortemente voluto dal C.A.I..
Nelle Alpi Apuane esistono diversi trekking plurigiornalieri che percorrono interamente o parte della catena, e sono:
- Alta Via o Traversata delle Alpi Apuane, da Castelpoggio (MS) a Casoli (LU) e viceversa. Si tratta di un trekking di 6/7 giorni, riservato ad escursionisti esperti costituito da 6 tappe di circa 6 ore di cammino al giorno soggiornando nei rifugi C.A.I. sparsi nella catena. Non esiste un segnavia che indichi espressamente questo itinerario che utilizza sentieri C.A.I. già numerati.
- Garfagnana Trekking (GT), è un trekking ad anello per escursionisti esperti con base a Castelnuovo di Garfagnana (LU), che attraversa parte delle Apuane e parte dell'Appennino Tosco-Emiliano. L'itinerario utilizza anche sentieri C.A.I. ed è segnalato con la dicitura GT.
- Sentiero Alta Versilia (SAV), itinerario trekking ad anello progettato dall'Unione dei Comuni della Versilia che utilizza vecchie mulattiere esistenti. Base di partenza Seravezza, attraversa quasi tutte le frazioni collinari e montane del versante versiliese apuano ed è parzialmente percorribile in mountain bike.
- Traversata delle Frazioni Camaioresi (TFC), è un itinerario trekking di circa 30 km simile al SAV che attraversa tutte le frazioni della conca di Camaiore. Come il SAV, le quote sono pressoché collinari ed è parzialmente percorribile in mountain bike.

Inoltre nella catena montuosa si trovano diverse tappe del Sentiero Italia. Numerose sono anche le antiche vie e cammini che attraversano la catena montuosa, tra i quali la Via Vandelli e la Via del Volto Santo.
Alcuni maneggi del comprensorio offrono la possibilità di fare trekking a cavallo anche di più giorni, con animali addestrati e insieme a guide abilitate, lungo i percorsi idonei.

### Vie ferrate
La presenza di versanti spogli e di pareti verticali nelle Alpi Apuane ha portato alla realizzazione sia di tratti di sentiero attrezzati con cavo metallico sia di vere e proprie ferrate (cinque percorribili ed una dismessa):
- Ferrata G. Malfatti (monte Sumbra), semplice e molto breve, percorre gli ultimi 180 metri di dislivello che la separano dalla cima del monte Sumbra
- Ferrata R. Salvatori (monte Forato), è un sentiero attrezzato lungo circa 1250 metri di cui 330 di ferrata vera e propria, per un dislivello di 268 metri. Permette di raggiungere la vetta del monte Forato.
- Ferrata A. Bruni (monte Procinto), è l'unica via per raggiungere la vetta (e discenderne) del monte Procinto. Si sviluppa quasi interamente in verticale coprendo un dislivello di circa 150 metri.
- Ferrata Tordini-Galligani (Foce Siggioli), la ferrata copre un dislivello di circa 400 metri per una lunghezza di 550 metri e raggiunge la Foce Siggioli (1386 m s.l.m.) sita fra la parete nord del Pizzo d'Uccello e la Cresta di Capradossa.
- Ferrata del monte Contrario (monte Contrario), è la più lunga, tecnicamente difficile e soprattutto fisicamente impegnativa ferrata delle Alpi Apuane. Si sviluppa per un dislivello di 550 metri terminando nei pressi del Passo delle Pecore (1645 m s.l.m.).
- Ferrata F. Vecchiacchi (dismessa), era la via ferrata che permetteva di collegare Passo Sella (1500 m s.l.m.) alla Focetta dell'Acqua Fredda (1600 m s.l.m.) attraverso i monti Sella e Alto di Sella.

### Alpinismo ed arrampicata
Nelle Alpi Apuane sono presenti anche numerose vie d'arrampicata particolarmente interessanti, sia monotiro che vie lunghe, di diversi gradi di difficoltà. 
Tra le più conosciute, le falesie di Candalla, a pochi chilometri da Camaiore e le Rocchette, alle pendici della Pania della Croce.

### Speleologia

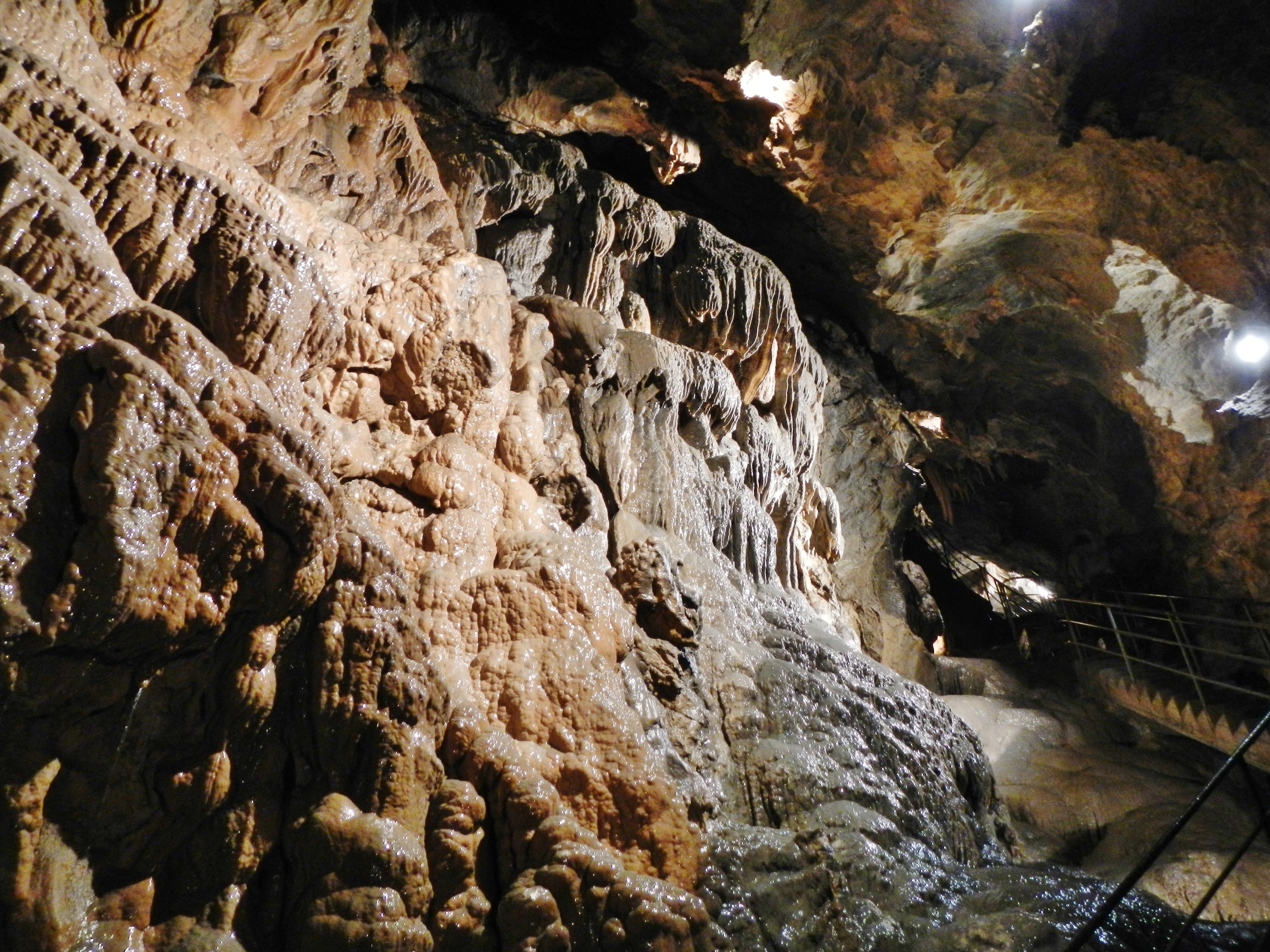
La Grotta del Vento

Le Alpi Apuane sono state riconosciute Geoparco UNESCO per via della loro elevata geodiversità. Presentano estesi fenomeni carsici, tra i quali i più famosi sono la Grotta del Vento, l'Antro del Corchia, la Buca del Muschio e l'Abisso Revel, che le rendono una meta molto ambita da parte degli speleologi. La Grotta del Vento e l'Antro del Corchia inoltre sono stati resi parzialmente accessibili al pubblico.

### Torrentismo, sport acquatici e balneazione
Il torrentismo viene praticato principalmente, ma non solo, nei torrenti Serra, Vezza, Lombricese, Renara, Acquetta, Ania e Canale Levigliese.  Peraltro alcuni di questi corsi d'acqua presentano a bassa quota alcune pozze dove viene anche praticata la balneazione, tra le più celebri delle quali Malbacco, Candalla e Guadine.
Canoa, kayak, sup e altri sport acquatici vengono invece praticati al lago di Gramolazzo, al lago di Vagli e in alcuni torrenti.

### Scialpinismo ed escursionismo su neve
Nelle Alpi Apuane non sono presenti impianti sciistici classici, come invece nei vicini Appennino, ma in alcune aree vengono praticati sci alpinismo e trekking con ciaspole. Careggine è il più famoso comprensorio per questo tipo di attività.

### Trail running
- Skyrace Alpi Apuane, ha come base di partenza il paese di Fornovolasco e si sviluppa intorno al Gruppo delle Panie. Il percorso si sviluppa per circa 20 km con un dislivello maggiore di 2000 metri.
- Trail delle Apuane, ha come base di partenza il paese di Gorfigliano e si sviluppa fra il monte Tambura e le cime della Val Serenaia. Il trail è lungo oltre 45 km per un dislivello di oltre 3000 metri.

### Cicloturismo, Ciclismo, Mountain biking
Le Alpi Apuane sono metà anche di cicloturismo e per appassionati di Ciclismo su strada e di mountain biking (MBT). Il ciclismo viene praticato sulle strade asfaltate o le strade bianche che collegano i vari borghi, mentre la MBT sia su sentieri escursionstici che su piste dedicate. Una celebre meta per la MBT è il Monte Folgorito.

### Mototurismo, enduro, off-road, rally
Le strade montane che collegano i borghi delle Alpi Apuane sono frequentate anche con finalità di mototurismo. 
Inoltre, in alcuni percorsi sterrati talvolta situati anche all'interno di cave, viene praticato anche l'enduro con moto o l'off-road con auto 4x4 o quad.
Per quanto riguarda i rally, viene annualmente organizzato il Rally del Ciocco a Camporgiano.

### Altre attività sportive e ludiche
- Il CAI di Massa organizza annualmente il festival Musica sulle Apuane, nel corso del quale musicisti professionisti si esibiscono gratuitamente in quota, in punti particolarmente suggestivi della catena montuosa[68]
- Sono presenti aree attrezzate per pic-nic e campeggio e alcuni parchi avventura, quali ad esempio il Parco avventura Levigliese a Vergemoli.
- Inoltre vengono organizzate attività quali paintball, softair e corsi di sopravvivenza.
- Dal prato di Campocecina è possibile lanciarsi in deltaplano o parapendio.
- Grazie alla loro elevata biodiversità, le Alpi Apuane sono una meta di birdwatching, wildwatching e fotografia naturalistica.
- Inoltre per i loro panorami e per le ampie visuali che si godono dalle loro vette sono apprezzate anche per la fotografia paesaggistica e per le escursioni fotografiche. Il versante lato mare è celebre per i suoi tramonti rosati e l'effetto ottico del "doppio tramonto" del Monte Forato attrae numerosi visitatori [69]
- La pesca viene praticata in alcuni laghi e torrenti, come ad esempio i laghi di Isola Santa, Gramolazzo e Vagli e il torrente Turrite Secca, acquistando licenze temporanee.
- Infine, in alcune aree esterne al Parco naturale regionale delle Alpi Apuane è consentita la caccia, con limitazioni.

### Rifugi e bivacchi delle Alpi Apuane
| Nome rifugio                     | Località                                      | Altezza (m s.l.m.) | Posti letto |
| -------------------------------- | --------------------------------------------- | ------------------ | ----------- |
| Rifugio C.A.I. "Carrara"         | Campocecina - Monte Sagro                     | 1 320              | 36          |
| Rifugio C.A.I. Nello Conti       | Campaniletti - Monte Tambura                  | 1 442              | 24          |
| Rifugio Guido Donegani           | Val Serenaia                                  | 1 150              | 40          |
| Rifugio Val Serenaia             | Val Serenaia                                  | 1 100              | 20          |
| Rifugio Orto di Donna            | Val Serenaia                                  | 1 503              | 40          |
| Rifugio C.A.I. Forte dei Marmi   | Alpe della Grotta - Monte Nona                | 865                | 25          |
| Rifugio C.A.I. Adelmo Puliti     | Al Giannelli - Arni                           | 1 015              | 12          |
| Rifugio C.A.I. Enrico Rossi      | Versante Nord Uomo Morto - Gruppo delle Panie | 1 609              | 22          |
| Rifugio C.A.I. Del Freo          | Foce di Mosceta - Gruppo delle Panie          | 1 180              | 48          |
| Rifugio Albergo Alto Matanna     | Piano d'Orsina - Monte Matanna                | 1 047              | 30          |
| Rifugio Città di Massa           | Pian della Fioba                              | 880                | 30          |
| Rifugio Azienda Agr. Il Robbio   | Puntato - Monte Corchia                       | 1 013              | 12          |
| Baita Barsi                      | Campo all'Orzo - Monte Prana                  | 888                | 14          |
| Bivacco C.A.I. Capanna Garnerone | Fonte della Vacchereccia - Monte Grondilice   | 1 260              | 18          |
| Bivacco K2                       | Monte Contrario                               | 1 500              | 6           |
| Bivacco C.A.I. Aronte            | Passo della Focolaccia - Monte Tambura        | 1 642              | 6           |